# Matanzas
Matanzas (jelentése: "mészárlás") város Kubában, Havannától mintegy 100 km-re keletre és Varaderótól 40 km-re nyugatra. Az azonos nevű tartomány székhelye.  
Lakossága közel 152 ezer fő volt 2012-ben.
A költők hazája, olyannyira, hogy Kuba Athénjának is nevezik (Athenas de Cuba). Továbbá letörölhetetlen nyomot hagyott a zenében is; a "danzón" és "danzonette" szülőföldje.
Régészeti kutatások szerint a város helyén hajdanában már indián települések álltak. A spanyol király 1690-ben rendelte el e helyen város létesítését. Az öböl északi partján erődöt építettek (Castillo de San Severino) - amelyet a 2000-es évek elején restauráltak. 
A gyarmatosítás korában a vágóhídjairól ismert és a kereskedelme által gazdag, nagy kultúrájú városnak számított. Fő gazdasági terméke a cukor volt, amely jórészt külkereskedelmében játszott szerepet. Itt volt a sziget középső részének fő cukorkikötője. A város gazdasági életében továbbra is fontos szerepet játszik a cukor, továbbá van műtrágya- és egy cementgyára is.

## Látnivalók
- Gyógyszertári Múzeum
- Cuevas de Bellamar (barlangok)
- A hidak
- Sauto Színház
- Castillo de San Severino (kastély). 1734-ben épült; Matanzas legrégebbi épülete.
- Történelmi Múzeum

## Fordítás
- Ez a szócikk részben vagy egészben  a   Matanzas című spanyol Wikipédia-szócikk fordításán alapul.  Az eredeti cikk szerkesztőit annak laptörténete sorolja fel. Ez a jelzés csupán a megfogalmazás eredetét és a szerzői jogokat jelzi, nem szolgál a cikkben szereplő információk forrásmegjelöléseként.